# Герб Помічної
Герб Помічно́ї — герб міста Помічна у Кіровоградській області, один з його офіційних символів. Затверджений 20 грудня 2002 року. Автор — А. Авдеєв.

## Опис
|  | Чотиричасний щит поділений срібним нитяним хрестом. В першій і четвертій лазуровій частинах — зелені гілки яблуні з двома червоними яблуками. У другій і третій червоних частинах — срібні лапчасті хрести. В центрі нитяного хреста — чорна залізнична емблема. Щит прикрашений золотим декоративним картушем і увінчаний червоною трибаштовою короною. |

## Історія

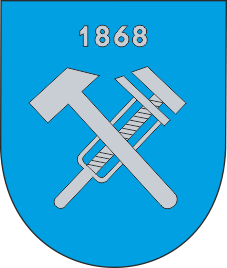
Герб до 2002 року

У лазуровому щиті срібний молоток і розвідний ключ, покладені в косий хрест, які супроводжуються зверху срібними літерами «1868».